# Céline Dion

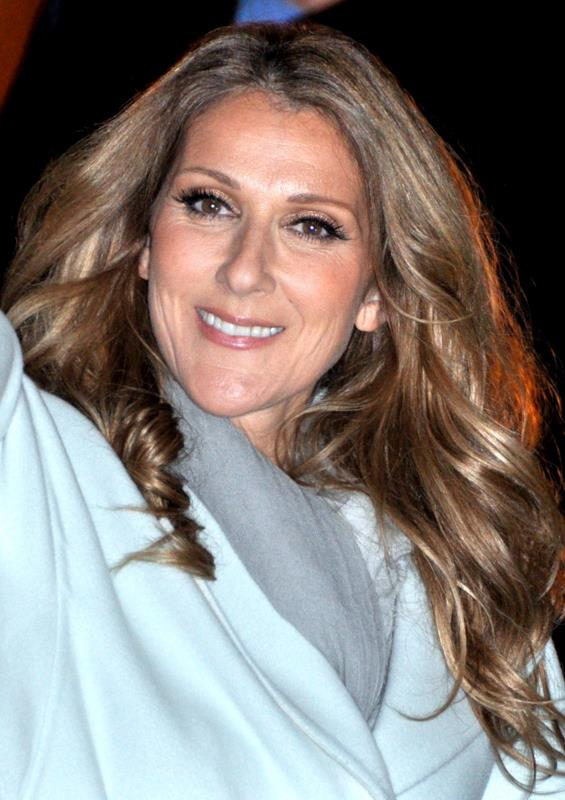
Céline Dion (2012)

Céline Dion, CC, OQ [seˈlɪn d͡zjɔ̃] (* 30. März 1968 als Céline Marie Claudette Dion in Charlemagne, Québec) ist eine kanadische Sängerin. Mit über 200 Millionen verkauften Tonträgern ist sie eine der weltweit erfolgreichsten Popsängerinnen. Zu ihren größten Erfolgen zählen – nach dem Gewinn für die Schweiz am Eurovision Song Contest 1988 – die Titel Beauty and the Beast (1991), The Power of Love (1993), Because You Loved Me (1996), My Heart Will Go On (1997) und That’s the Way It Is (1999).

## Karriere

### Anfänge und erste Erfolge

#### Kindheit
Céline Dion wurde als jüngstes der 14 Kinder von Adhémar Dion (1923–2003) und Thérèse Tanguay (1927–2020) geboren und wuchs in ärmlichen Verhältnissen auf. Ihr Vater war Waldarbeiter, bevor er sich mit einem kleinen Hotel selbstständig machte.

#### Erste Erfolge, erste Alben
1980 komponierten ihre Mutter und ihr Bruder Jacques das Lied Ce n’était qu’un rêve, das sie dem Manager René Angélil schickten. Er setzte auf ihr Talent und nahm eine Hypothek auf sein Haus auf, damit er ihr erstes Album finanzieren konnte. 1981 veröffentlichte Dion ihre erste Langspielplatte in ihrer Muttersprache Französisch, La voix du bon dieu (Die Stimme des lieben Gottes), die sie in Québec bekannt machte.
Im Oktober 1982 nahm sie für Frankreich am World Popular Song Festival in Tokio teil, für ihr Heimatland Kanada ging der später ebenfalls sehr erfolgreiche Sänger Bryan Adams an den Start. Mit dem Titel Tellement j’ai d’amour pour toi gewann sie in der Kategorie Best Song Award und wurde so auch außerhalb Kanadas bekannt. 1983 bekam sie in Frankreich für den Titel D’amour ou d’amitié als erste kanadische Künstlerin eine Goldene Schallplatte. 1987 produzierte sie das Album Incognito, das in Kanada Doppelplatin erhielt und weltweit 500.000 Mal verkauft wurde.

#### 1988: Gewinn des Grand Prix Eurovision de la chanson
Unterstützt von den Schweizer Komponisten und Liedertextern Atilla Şereftuğ und Nella Martinetti nahm sie für die Schweiz am Eurovision Song Contest 1988 in Dublin teil. Mit dem Titel Ne partez pas sans moi, dessen Musik von Şereftuğ und dessen Text von Martinetti stammte, gewann sie mit nur einem Punkt Vorsprung vor dem Briten Scott Fitzgerald.

### 1990–1993: Internationaler Durchbruch

#### 1990:Unison
Ende der 1980er Jahre war Dion in Kanada und Frankreich bereits eine erfolgreiche Sängerin. Mit 20 Jahren hatte sie schon 14 Alben (elf in Kanada und drei in Frankreich) veröffentlicht und insgesamt 15 Trophées Félix sowie drei Platin- und vier Goldene Schallplatten erhalten. In den USA kannte sie hingegen kaum jemand. Dies lag vor allem daran, dass die Kanadierin bis dahin nur französischsprachige Alben veröffentlicht hatte und diese in den USA kaum Beachtung fanden. Aus diesem Grund nahm sie ihr erstes englischsprachiges Album mit dem Titel Unison auf, das 1990 in Kanada und den USA sowie 1991 weltweit veröffentlicht wurde. Die erste Singleauskopplung Where Does My Heart Beat Now war ihr erster englischsprachiger Hit, der bis auf Platz 4 der US-Charts kam. Für Unison erhielt sie Platin in den USA sowie sieben Mal Platin in Kanada.
Dass sie sich trotzdem nicht als englischsprachige Sängerin fühlte, machte sie 1990 bei der Verleihung der Trophées Félix deutlich, als sie dort den Preis für die beste englischsprachige Künstlerin erhalten sollte: Sie lehnte mit der Begründung ab, sie sei eine französischsprachige Sängerin und werde dies auch immer bleiben.

#### 1991:Dion chante Plamondon/Des mots qui sonnent
1991 veröffentlichte sie unter dem Titel Dion chante Plamondon in Kanada bzw. Des mots qui sonnent in Frankreich ein Album, bei dem alle Titel von dem kanadischen Komponisten Luc Plamondon geschrieben wurden. Auf beiden frankophonen Märkten, Frankreich und Québec, erreichte das Album Doppelplatin.

#### 1992:Celine Dion
Der eigentliche weltweite Durchbruch gelang Dion 1992. Im Duett mit Peabo Bryson sang sie den Titelsong Beauty and the Beast zu dem gleichnamigen Disney-Zeichentrickfilm Die Schöne und das Biest. Die Single wurde nicht nur in den USA ein Bestseller, sondern auch Dions erste Top-10-Single in Großbritannien. Die Produzenten Alan Menken und Howard Ashman erhielten für den Titel neben einigen Grammys und dem Golden Globe 1992 auch den Oscar für den „Besten Song“; Dion gewann 1993 gemeinsam mit Peabo Bryson ihren ersten Grammy in der Kategorie „Beste Darbietung eines Duos oder einer Gruppe mit Gesang – Pop“.
1992 veröffentlichte sie ihr zweites englischsprachiges Album Céline Dion, auf dem auch Beauty and the Beast zu hören ist. Mit If You Asked Me To enthielt das Album eine weitere US-Top-Five-Single. Fünf der insgesamt 14 Titel stammen von Diane Warren; With this Tear wurde von Prince für Dion geschrieben. Das Album wurde weltweit rund fünf Millionen Mal verkauft, davon fast drei Millionen Mal in den USA (Doppelplatin) und über eine Million Mal in Kanada (Diamant).

### 1994–1999: Aufstieg zum Weltstar

#### 1994:The Colour of My Love
Ihren ersten Nummer-eins-Hit in den USA hatte Dion 1994 mit der Ballade The Power of Love, einer Coverversion des in den 1980er-Jahren erfolgreichen gleichnamigen Titels von Jennifer Rush. Die Single wurde auch in Australien Nummer 1 und landete in den britischen Top Five. Sie verkaufte sich weltweit über zwei Millionen Mal, Dion war für einen Grammy und die American Music Awards nominiert. The Power of Love war eine Singleauskopplung aus dem ebenfalls 1994 erschienenen Album The Colour of My Love, das mit über 16 Millionen verkaufter Tonträger ein Welterfolg wurde. Die kurz darauf veröffentlichte Single Think Twice war in den USA und weltweit ein großer Erfolg; ein Nummer-eins-Hit unter anderem in Großbritannien, Platz 2 in Australien und ihre erste Top-20-Single in Deutschland. Zeitgleich belegte auch ihr Album The Colour of My Love den Spitzenplatz der britischen Albumcharts. In der romantischen Komödie Schlaflos in Seattle aus dem Jahr 1993 ist Dion im Duett mit Clive Griffin und dem Titel When I Fall in Love, eine Coverversion des Klassikers von Nat King Cole zu hören. Diese Single wurde nur in den USA veröffentlicht, während Dion in Großbritannien mit der Auskopplung Only One Road einen weiteren Top-10-Hit feiern konnte. 1994 heiratete sie ihren 26 Jahre älteren Manager René Angélil.

#### 1995:D’eux
Trotz des Erfolgs mit dem englischsprachigen Album The Colour of My Love nahm Dion ein Jahr später ihr nächstes Album D’eux wieder auf Französisch auf. Produziert und geschrieben wurden die Titel von dem französischen Komponisten Jean-Jacques Goldman. D’eux wurde zum meistverkauften französischsprachigen Album aller Zeiten. In Frankreich stand es 44 Wochen an der Spitze der Albumcharts; es wurde über vier Millionen Mal verkauft, und in Großbritannien erhielt es als erstes französischsprachiges Album eine Goldene Schallplatte. Die Singleauskopplungen Pour que tu m’aimes encore und Je sais pas belegten ebenfalls Platz 1 in Frankreich und konnten sich auch in diversen nicht-französischsprachigen Ländern in den Hitparaden platzieren.

#### 1996:Falling into You
Der Erfolg der beiden Alben The Colour of My Love und D’eux wurde mit dem 1996 veröffentlichten Album Falling into You mit mehr als 32 Millionen verkauften Exemplaren nochmals übertroffen. Dion war mit diesem Album 59 Wochen in den Top 10 der US-Albumcharts, dies war zuvor nur Michael Jackson mit Thriller und Alanis Morissette mit Jagged Little Pill gelungen. In Großbritannien war das Album mit 184 Wochen fast vier Jahre lang in den Charts. Falling into You erreichte nicht nur Platz 1 in den USA, Großbritannien, Frankreich, Australien und vielen anderen Ländern, sondern auch Fünffach-Gold in Deutschland.
Nicht zuletzt die Singleauskopplungen machten das Album zum großen Erfolg. Because You Loved Me aus dem Film Aus nächster Nähe wurde eine weitere US-Nummer-1-Single und ein Dauerbrenner in Deutschland (9 Monate in den Charts und Goldstatus). Die aus der Feder des Meat-Loaf- und Bonnie-Tyler-Produzenten Jim Steinman stammende Bombastrockballade It’s All Coming Back to Me Now belegte Platz 2 in den USA und Platz 3 in Großbritannien. Das zugehörige Musikvideo belegt mit Produktionskosten von 2,3 Mio. US$ den sechsten Platz der teuersten Videos aller Zeiten (Stand: 2007). Das sparsam arrangierte, fast nur vom Klavier begleitete All By Myself, ein Coversong des Titels von Eric Carmen, wurde ein US-Top-Five- sowie UK-Top-10-Hit. In Großbritannien war Dion darüber hinaus auch mit den Auskopplungen Call the Man und dem Titelsong des Albums, Falling into You, erfolgreich in den Singlecharts.
Den erfolgreichen Veröffentlichungen folgten große Auftritte. Bei der Eröffnungsfeier der Olympischen Sommerspiele 1996 in Atlanta (USA) sang Dion den extra dafür komponierten Titel The Power of the Dream.

#### 1997:Let’s Talk About Love
An den Erfolg von Falling into You konnte Dion mit dem 1997 veröffentlichten Album Let’s Talk About Love anknüpfen. Das Album wurde in London, New York und Los Angeles aufgenommen; an der Produktion war eine Reihe bekannter Sänger und Komponisten beteiligt. Dion sang Duette mit Barbra Streisand (Tell Him), den Bee Gees (Immortality) und dem Opernsänger Luciano Pavarotti (I Hate You Then I Love You). Der Beatles-Produzent George Martin produzierte den von Carole King geschriebenen Titel The Reason, Bryan Adams schrieb den Titelsong Let’s Talk About Love. Das Album wurde in nahezu allen Ländern ein Nummer-eins-Hit und verkaufte sich mehr als 31 Millionen Mal.
Die Vorabsingle Tell Him im Duett mit Barbra Streisand war ein weiterer Top-10-Erfolg in Großbritannien, Frankreich und Australien.
Dions größter Single-Erfolg wurde ein Titel, den sie ursprünglich gar nicht singen wollte. My Heart Will Go On wurde von James Horner und Will Jennings für James Camerons Film Titanic (1997) komponiert und getextet. Dion war von dem Titel, den Horner ihr und ihrem Manager René Angélil vorspielte, zunächst wenig begeistert. Ihr Manager befand jedoch, dass sie ihn singen sollte. Bemerkenswert ist, dass für die Radioversion von My Heart Will Go On und das Album Let’s Talk About Love, auf dem der Titel ebenfalls enthalten ist, nur die Demoaufnahme verwendet wurde. Der Titel wurde unter anderem in Kanada, den USA, Großbritannien, Australien, Neuseeland und der Schweiz ein Nummer-eins-Hit. Den größten Erfolg hatte die Single in Frankreich und Deutschland, wo sie jeweils 13 Wochen auf Platz 1 stand. In Deutschland war My Heart Will Go On 21 Wochen in den Top 10, mit Unterbrechungen war der Titel insgesamt 39 Wochen platziert und erhielt Vierfachplatin für über 2 Millionen verkaufte Exemplare. Dion erhielt dafür einen weiteren Bambi für eine der erfolgreichsten Singles in der Geschichte der deutschen Plattenindustrie. Des Weiteren wurde der Titel bei den 70. Academy Awards 1998 mit einem Oscar ausgezeichnet.
Die dritte Singleauskopplung Immortality mit den Bee Gees wurde zu einem weiteren Bestseller und erreichte Platz 2 und Platinstatus in Deutschland.

#### 1998:S’il suffisait d’aimerundThese Are Special Times

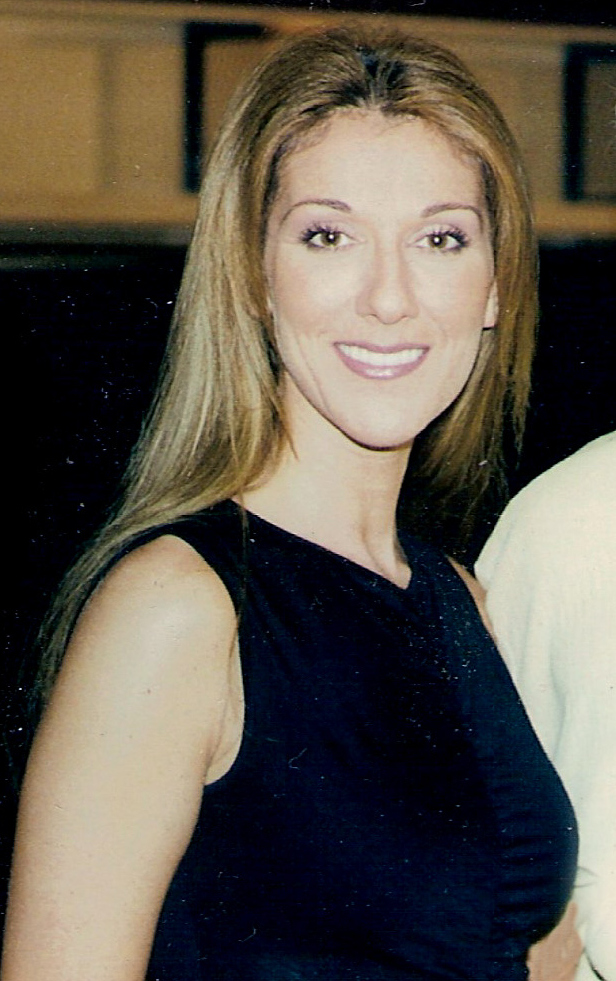
Céline Dion (1998)

1998 veröffentlichte Dion unter dem Titel S’il suffisait d’aimer ein weiteres französisches Album, das wie schon D’eux von Jean-Jacques Goldman geschrieben wurde. Obwohl es weltweit etwa vier Millionen Mal verkauft wurde, beschränkte sich der Erfolg weitgehend auf französischsprachige Länder.
Viele der Hit-Singles Dions aus den 90er Jahren wurden von der vor allem für ihre Balladen bekannten Diane Warren geschrieben. Dion betätigte sich aber auch als Song- und Co-Writer, beispielsweise bei ihrem Lied Don’t Save It All for Christmas Day aus dem 1998 erschienenen Weihnachtsalbum These Are Special Times. In dem Zeichentrickfilm Quest for Camelot ist der für den Oscar nominierte Titel The Prayer, ein Duett mit Andrea Bocelli zu hören. Erfolgreichste Single des Albums wurde der Titel I’m Your Angel, ein Duett mit R. Kelly, das sechs Wochen lang an der Spitze der amerikanischen Charts stand.

#### 1999:All the Way… A Decade of Song
1999 veröffentlichte Dion ihr erstes englischsprachiges Best-of-Album All the Way… A Decade of Song, das neun ihrer größten Hits sowie sieben neue Titel präsentierte. Erfolgreichste neue Single des Albums war der von Max Martin geschriebene Titel That’s the Way It Is, ein weiterer Top-10-Hit auf beiden Seiten des Atlantiks. Der Titel If Walls Could Talk wurde von Robert John Lange geschrieben, die Background-Vocals dazu sang Shania Twain. Diane Warren steuerte den Titel I Want You to Need Me bei, James Horner und Will Jennings – die Komponisten von My Heart Will Go On – den Titel Then You Look at Me. All the Way… A Decade of Song war in nahezu allen Ländern auf Platz 1 der Albumcharts und wurde weltweit mehr als 20 Millionen Mal verkauft.
Mit der Veröffentlichung des Albums kündigte Dion an, sich eine längere Auszeit zu nehmen, um mehr Zeit für ihr Privatleben zu haben.

### 2002–2007: Erfolgreiches Comeback und erste Las-Vegas-Show

#### 2002–2004:A New Day Has Come,One Heartund weitere Alben
Im März 2002 meldete sie sich mit dem Album A New Day Has Come zurück, das mit Platz 1 in 17 Ländern dort anknüpfen konnte, wo sie aufgehört hatte. Die gleichnamige Singleauskopplung war zu einem weiteren Top-10-Hit in Großbritannien und Deutschland geworden. Eine weitere Auskopplung, I’m Alive, wurde der Titelsong zum Kinofilm Stuart Little 2 und vor allem in Deutschland und Skandinavien zu einem monatelangen Top-Five-Hit. 2003 war Dion auf dem Soundtrack zu Mona Lisas Lächeln zu hören. Außerdem veröffentlichte sie ein weiteres Studioalbum: One Heart belegte Platz zwei der US-Charts und erreichte die Top 10 in Großbritannien, Deutschland und Australien. Es konnte sich jedoch nicht mehr so lange in den internationalen Charts halten wie seine Vorgänger, und die Verkaufszahlen waren geringer.
Eine der Ursachen dafür war, dass sie nicht mehr auf Tournee ging, sondern von März 2003 bis Dezember 2007 ausschließlich fünfmal pro Woche im Hotel Caesars Palace in Las Vegas auftrat. Die Show war derart erfolgreich, dass der Vertrag vorzeitig verlängert und für sie am Lake Las Vegas eine Villa gebaut wurde. In dieser Zeit entstanden aber weiterhin neue Alben. Ende 2003 wurde das französischsprachige Album 1 fille & 4 types veröffentlicht, 2004 in Zusammenarbeit mit Anne Geddes die CD Miracle, die mehrsprachige Musik für Kinder enthält.

#### 2007:D’ellesundTaking Chances
Im April 2007 sang Dion in einer Benefiz-Sonderfolge von American Idol Gives Back ein Duett mit Elvis Presley. Hierzu hatte Dion mit einem Double geprobt, während der Sendung wurde Presley virtuell als ihr Duett-Partner erzeugt.
Im Mai 2007 erschien ihr französischsprachiges Album D’elles, dessen erste Single-Auskopplung Et s’il n’en restait qu’une (je serais celle-là) schon im Februar erschienen war und in Frankreich auf Nummer 1 einstieg. Im November 2007 erschien unter dem Titel Taking Chances erneut ein englischsprachiges Album. Es erreichte die Top 10 in zahlreichen Ländern, darunter den USA, Frankreich, Großbritannien und Deutschland. Im Dezember 2007 erschien ihre Live-DVD A New Day … Live in Las Vegas.
Im Dezember 2007 wurde ihre vorerst letzte Show im Caesars Colosseum aufgeführt.

### 2008–2010: Erneute Welttournee

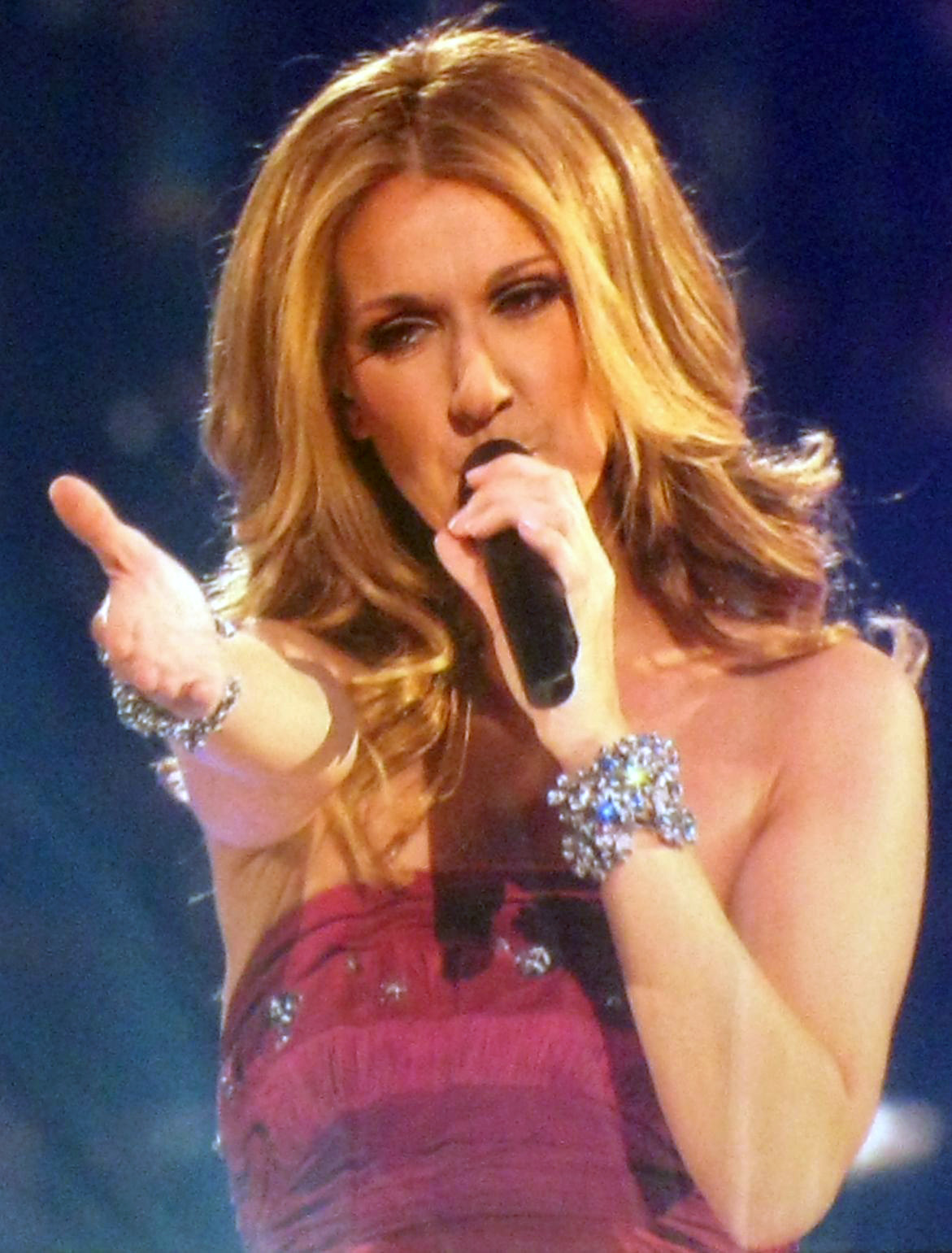
Dion in Montreal in 2008 während ihrer Taking Chances World Tour

Nach fast zehn Jahren ging Dion ab 2008 wieder auf Tournee, die sie auf Bitten von Nelson Mandela in Johannesburg eröffnete. Sie trat unter anderem in Paris sowie in Deutschland, Österreich und der Schweiz auf. Im August 2008 wurde Dion an der Universität Laval der Ehrendoktor der Musik verliehen. Die Auszeichnung im Zuge der 400-Jahr-Feier von Québec ehrte ihre Verdienste als international erfolgreiche Künstlerin und ihr soziales Engagement.

### 2011–2019: Zweite Show in Las Vegas
Zwischen März 2011 und Juni 2019 trat Dion – mit Unterbrechungen – erneut im Caesars Palace in Las Vegas auf und veröffentlichte in dieser Zeit weitere Alben, sowohl auf Englisch als auch Französisch.

#### 2012:Sans attendre
Im November 2012 wurde ihr französischsprachiges Album Sans attendre veröffentlicht; die erste Singleauskopplung Parler à mon père war bereits im Juli erschienen. Die zweite Singleauskopplung, Le miracle, wurde ebenfalls im November 2012 veröffentlicht, Qui peut vivre sans amour? folgte im März 2013.

#### 2013:Loved Me Back to Life
Im November 2013 wurde das englischsprachige Album Loved Me Back to Life veröffentlicht, das Platz eins der ITunes-Charts in 44 Ländern erreichte. Produzenten waren unter anderem Ne-Yo und Babyface. Das Album enthält ein Duett mit Stevie Wonder. Die erste Singleauskopplung mit dem Titelsong erschien im September 2013. Weitere Singleauskopplungen waren Breakaway, Incredible (Duet mit Ne-Yo) und Water and a Flame.
Im November gab Dion eine Reihe von Konzerten in Belgien und in Frankreich. Im Mai 2014 wurde das Box-Set Céline une seule fois / Live 2013 veröffentlicht. Das Album enthält eine Videoaufnahme des Konzerts Céline … une seule fois vom 27. Juli 2013 in Québec. Im August 2015 kehrte sie auf die Bühne in Las Vegas zurück, um dort ihre Show Celine weiterzuführen, bei der sie 2014 aus persönlichen Gründen pausiert hatte. 2016 ging sie auf eine ausverkaufte Konzerttournee, die sie durch Belgien, Frankreich und Kanada führte. Bei den World Music Awards 2016 erhielt sie den Icon-Award für ihr Lebenswerk.

#### 2016:Encore un soir

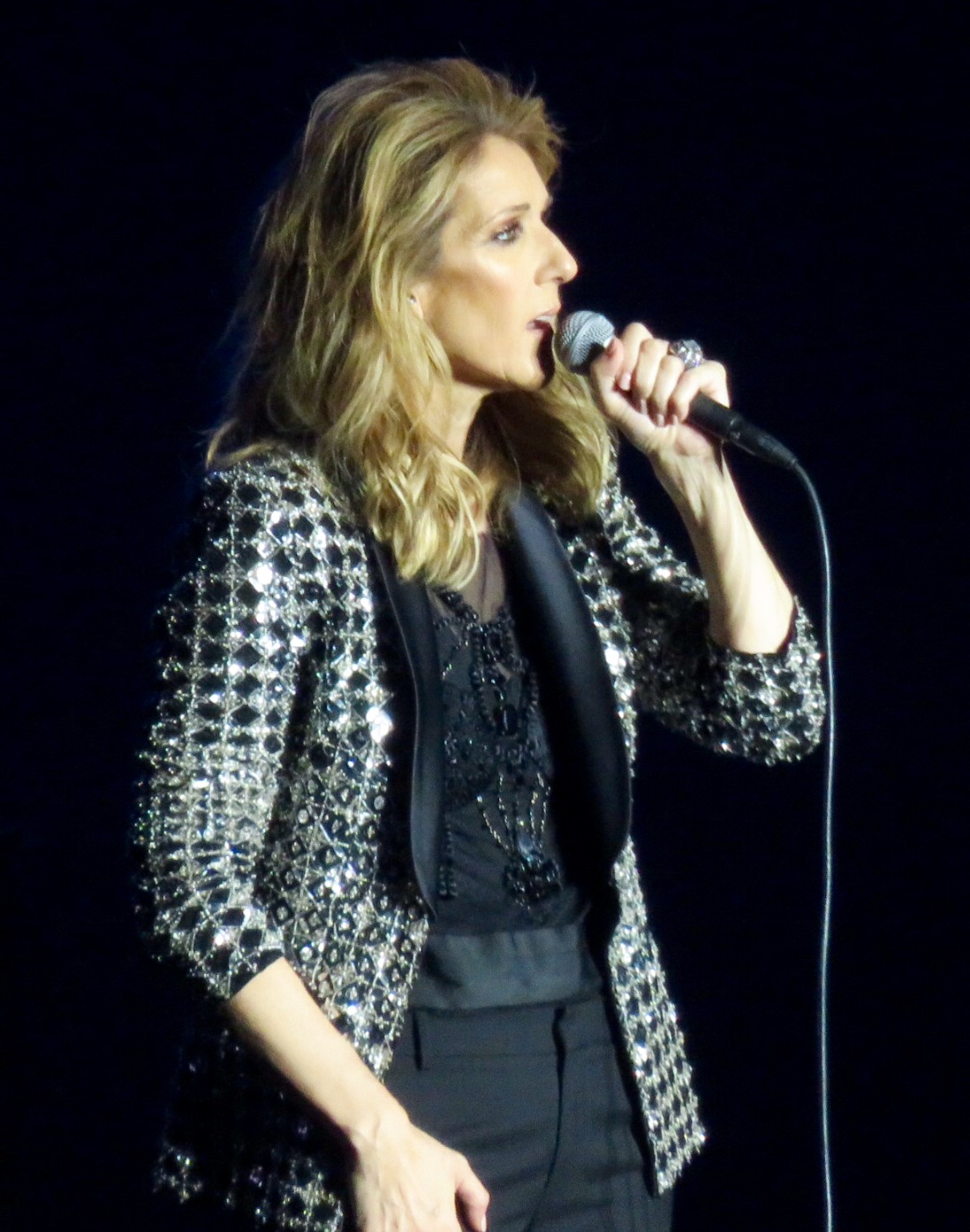
Dion in Birmingham während ihrer Céline Dion Live 2017 Tour

Im August 2016 veröffentlichte Dion das französischsprachige Album Encore un soir, das in Kanada, Frankreich und der Schweiz auf Platz 1 der Charts einstieg. Pink schrieb für sie den Song Recovering, um ihr durch die Zeit nach dem Tod ihres Mannes im Januar 2016 zu helfen.
2017 veröffentlichte Dion das Stück How Does a Moment Last Forever. Ihre ausverkaufte Europatournee startete sie im Juni in Kopenhagen und beendete diese im August in Glasgow. Im Mai 2018 veröffentlichte sie den Song Ashes als Soundtrack für den Film Deadpool 2 und gab ausverkaufte Konzerte in Asien und Australien.

#### 2019:Courage
Im Juni 2019 gab sie das letzte Konzert ihrer Las-Vegas-Show Celine und veröffentlichte den Song Flying on my Own als erste Single des Albums Courage. Im Juli 2019 gab sie im Rahmen der British-Summer-Time-Festivals ein Konzert in London. Im September desselben Jahres startete sie die Courage World Tour in Quebec-City und veröffentlichte die Singles Lying down, Courage und Imperfections. Ihr Album Courage erschien im November 2019. Es erreichte Platz eins der Charts in den USA, Kanada, Belgien und der Schweiz und die Top Ten in zahlreichen weiteren Ländern wie Großbritannien, Frankreich, Australien, Österreich, Kroatien und Deutschland.

#### 2024: Dokumentarfilm und Eröffnung der Olympischen Spiele in Paris
Im Juni 2024 wurde der von Irene Taylor Brodsky inszenierte Dokumentarfilm Ich bin: Celine Dion veröffentlicht.
Am 26. Juli 2024 trat sie erstmals seit 2019 wieder öffentlich auf und sang zum Finale der Eröffnung der Olympischen Sommerspiele in Paris auf der ersten Etage des Eiffelturms Édith Piafs L’hymne à l’amour.

## Privatleben

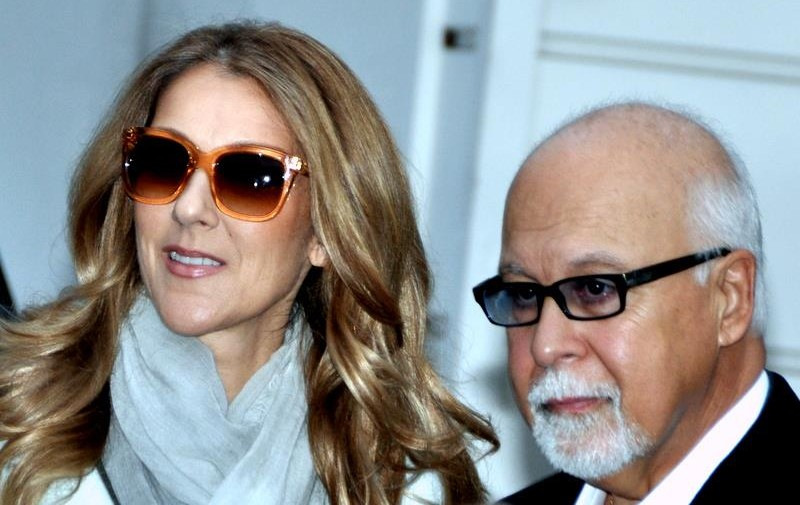
Dion und ihr Mann René Angélil (2012)

1994 heiratete Céline Dion René Angélil (1942–2016), mit dem sie drei Söhne hat. Der erste wurde 2001 geboren, 2010 folgten Zwillinge, die sie nach Nelson Mandela, dem früheren südafrikanischen Präsidenten, und Eddy Marnay, einem ihrer Lieblings-Songwriter, Nelson und Eddy nannte. Am 14. Januar 2016 starb ihr Mann an einem Krebsleiden. Zwei Tage später starb ihr älterer Bruder ebenfalls an Krebs.
Im Dezember 2022 erklärte Dion, dass sie an der unheilbaren Krankheit Stiff-Person-Syndrom leide und daher die für Februar 2023 geplante Europa-Tournee nicht antreten könne. Im August 2023 gab Dions ältere Schwester Claudette Dion bekannt, dass sich der Gesundheitszustand nicht verbessert habe und bislang kein Medikament für Céline Dion gefunden werden konnte. Die Krankheit beeinträchtige Dion sowohl beim Laufen als auch beim Singen.

## Gesellschaftliches Engagement
- Seit 1982: Unterstützung der Canadian Cystic Fibrosis Foundation (CCFF), ausgelöst durch die Erkrankung ihrer Nichte
- Unterstützung der T.J. Martell Foundation, des Diana Princess of Wales Memorial Fund und anderer Gesundheits- und Bildungsorganisationen
- 2005: Spende der Tageseinnahmen am Muttertag für die Opfer des Tsunamis im Indischen Ozean 2004[23]
- 2005: Spende von 1 Million US-Dollar für die Opfer von Hurrikan Katrina
- 2008: Spende über 100.000 US-Dollar für die Opfer des Erdbebens in Sichuan
- 2010: Ernennung zum FAO Goodwill Ambassador, zusammen mit Susan Sarandon

## Diskografie
Studioalben

| Jahr | Titel Musiklabel                                              | Höchstplatzierung, Gesamtwochen, AuszeichnungChartplatzierungen (Jahr, Titel, Musiklabel, Platzierungen, Wochen, Auszeichnungen, Anmerkungen) | Höchstplatzierung, Gesamtwochen, AuszeichnungChartplatzierungen (Jahr, Titel, Musiklabel, Platzierungen, Wochen, Auszeichnungen, Anmerkungen) | Höchstplatzierung, Gesamtwochen, AuszeichnungChartplatzierungen (Jahr, Titel, Musiklabel, Platzierungen, Wochen, Auszeichnungen, Anmerkungen) | Höchstplatzierung, Gesamtwochen, AuszeichnungChartplatzierungen (Jahr, Titel, Musiklabel, Platzierungen, Wochen, Auszeichnungen, Anmerkungen) | Höchstplatzierung, Gesamtwochen, AuszeichnungChartplatzierungen (Jahr, Titel, Musiklabel, Platzierungen, Wochen, Auszeichnungen, Anmerkungen) | Höchstplatzierung, Gesamtwochen, AuszeichnungChartplatzierungen (Jahr, Titel, Musiklabel, Platzierungen, Wochen, Auszeichnungen, Anmerkungen) | Höchstplatzierung, Gesamtwochen, AuszeichnungChartplatzierungen (Jahr, Titel, Musiklabel, Platzierungen, Wochen, Auszeichnungen, Anmerkungen) | Anmerkungen                                                                     |
| Jahr | Titel Musiklabel                                              | DE | AT | CH | UK | US | CA | FR | Anmerkungen                                                                     |
| ---- | ------------------------------------------------------------- | --- | --- | --- | --- | --- | --- | --- | ------------------------------------------------------------------------------- |
| 1981 | La voix du bon Dieu Super Étoiles (Trans-Canada Disques)      | — | — | — | — | — | — | — | Erstveröffentlichung: 10. November 1981                                         |
| 1982 | Tellement j’ai d’amour… Saisons (Trans-Canada Disques)        | — | — | — | — | — | CA— PlatinCA | — | Erstveröffentlichung: 7. September 1982 Verkäufe: + 100.000                     |
| 1983 | Les chemins de ma maison Saisons (Trans-Canada Disques)       | — | — | — | — | — | CA— GoldCA | — | Erstveröffentlichung: 6. September 1983 Verkäufe: + 50.000                      |
| 1984 | Mélanie TBS (Trans-Canada Disques)                            | — | — | — | — | — | CA— GoldCA | — | Erstveröffentlichung: 22. August 1984 Verkäufe: + 50.000                        |
| 1985 | C’est pour toi TBS (Trans-Canada Disques)                     | — | — | — | — | — | — | — | Erstveröffentlichung: 27. August 1985                                           |
| 1987 | Incognito CBS Records (CBS)                                   | — | — | — | — | — | CA— ×2DoppelplatinCA | — | Erstveröffentlichung: 2. April 1987 Verkäufe: + 500.000                         |
| 1990 | Unison CBS Records (CBS)                                      | — | — | — | UK55 Gold · (9 Wo.)UK | US74 Platin · (26 Wo.)US | CA18 ×7Siebenfachplatin · (… Wo.)CA | FR— GoldFR | Erstveröffentlichung: 26. März 1990 Verkäufe: + 4.000.000                       |
| 1991 | Dion chante Plamondon Epic Records / Columbia Records (Sony)  | — | — | — | — | — | CA76 ×2Doppelplatin · (… Wo.)CA | FR4 ×2Doppelplatin · (52 Wo.)FR | Erstveröffentlichung: 4. November 1991 Verkäufe: + 2.000.000                    |
| 1992 | Céline Dion Epic Records / Columbia Records (Sony)            | — | — | — | UK70 Gold · (2 Wo.)UK | US34 ×2Doppelplatin · (76 Wo.)US | CA4 Diamant · (… Wo.)CA | — | Erstveröffentlichung: 31. März 1992 Verkäufe: + 5.000.000                       |
| 1993 | The Colour of My Love Epic Records / Columbia Records (Sony)  | DE16 Gold · (68 Wo.)DE | AT18 Gold · (7 Wo.)AT | CH9 Platin · (39 Wo.)CH | UK1 ×5Fünffachplatin · (140 Wo.)UK | US4 ×6Sechsfachplatin · (149 Wo.)US | CA1 Diamant · (… Wo.)CA | FR7 ×2Doppelgold · (19 Wo.)FR | Erstveröffentlichung: 9. November 1993 Verkäufe: + 20.000.000                   |
| 1995 | D’eux Epic Records / Columbia Records (Sony)                  | DE69 (9 Wo.)DE | AT35 (8 Wo.)AT | CH1 ×4Vierfachplatin · (89 Wo.)CH | UK7 Gold · (13 Wo.)UK | — | CA29 ×7Siebenfachplatin · (… Wo.)CA | FR1 Diamant · (156 Wo.)FR | Erstveröffentlichung: 3. April 1995 Verkäufe: + 12.000.000                      |
| 1996 | Falling into You Epic Records / Columbia Records (Sony)       | DE5 ×5Fünffachgold · (89 Wo.)DE | AT1 ×2Doppelplatin · (62 Wo.)AT | CH1 ×3Dreifachplatin · (56 Wo.)CH | UK1 ×7Siebenfachplatin · (129 Wo.)UK | US1 ×2Diamant + Doppelplatin · (113 Wo.)US | CA1 Diamant · (28 Wo.)CA | FR1 Diamant · (61 Wo.)FR | Erstveröffentlichung: 8. März 1996 Verkäufe: + 32.000.000                       |
| 1997 | Let’s Talk About Love Epic Records / Columbia Records (Sony)  | DE1 ×3Dreifachplatin · (72 Wo.)DE | AT1 ×2Doppelplatin · (45 Wo.)AT | CH1 ×6Sechsfachplatin · (62 Wo.)CH | UK1 ×6Sechsfachplatin · (83 Wo.)UK | US1 Diamant + Platin · (84 Wo.)US | CA1 Diamant · (26 Wo.)CA | FR1 Diamant · (55 Wo.)FR | Erstveröffentlichung: 14. November 1997 Verkäufe: + 31.000.000                  |
| 1998 | S’il suffisait d’aimer Epic Records / Columbia Records (Sony) | DE11 (14 Wo.)DE | AT3 Gold · (11 Wo.)AT | CH1 ×2Doppelplatin · (26 Wo.)CH | UK17 Gold · (5 Wo.)UK | — | CA1 ×4Vierfachplatin · (3 Wo.)CA | FR1 Diamant · (70 Wo.)FR | Erstveröffentlichung: 4. September 1998 Verkäufe: + 4.000.000                   |
| 2002 | A New Day Has Come Epic Records / Columbia Records (Sony)     | DE2 ×3Dreifachgold · (51 Wo.)DE | AT1 Platin · (45 Wo.)AT | CH1 ×3Dreifachplatin · (49 Wo.)CH | UK1 Platin · (27 Wo.)UK | US1 ×3Dreifachplatin · (60 Wo.)US | CA1 ×6Sechsfachplatin · (20 Wo.)CA | FR1 ×3Dreifachplatin · (63 Wo.)FR | Erstveröffentlichung: 25. März 2002 Verkäufe: + 12.000.000                      |
| 2003 | One Heart Epic Records / Columbia Records (Sony)              | DE6 Gold · (29 Wo.)DE | AT5 Gold · (26 Wo.)AT | CH1 Platin · (27 Wo.)CH | UK4 Gold · (12 Wo.)UK | US2 ×2Doppelplatin · (32 Wo.)US | CA1 ×3Dreifachplatin · (8 Wo.)CA | FR1 Platin · (29 Wo.)FR | Erstveröffentlichung: 24. März 2003 Verkäufe: + 5.000.000                       |
| 2003 | 1 fille & 4 types Epic Records / Columbia Records (Sony)      | DE26 (4 Wo.)DE | AT27 (5 Wo.)AT | CH2 Platin · (17 Wo.)CH | — | — | CA1 Platin · (3 Wo.)CA | FR1 ×2Doppelplatin · (60 Wo.)FR | Erstveröffentlichung: 12. Oktober 2003 Verkäufe: + 806.918                      |
| 2004 | Miracle Epic Records / Columbia Records (Sony)                | DE34 (4 Wo.)DE | AT34 (5 Wo.)AT | CH6 Gold · (14 Wo.)CH | UK5 Silber · (7 Wo.)UK | US4 Platin · (22 Wo.)US | CA1 Platin · (4 Wo.)CA | FR4 Gold · (21 Wo.)FR | Erstveröffentlichung: 23. September 2004 Verkäufe: + 1.325.000; mit Anne Geddes |
| 2007 | D’elles Epic Records / Columbia Records (Sony BMG)            | DE52 (1 Wo.)DE | — | CH3 Gold · (16 Wo.)CH | — | — | CA1 ×2Doppelplatin · (4 Wo.)CA | FR1 Platin · (70 Wo.)FR | Erstveröffentlichung: 18. Mai 2007 Verkäufe: + 435.000                          |
| 2007 | Taking Chances Epic Records / Columbia Records (Sony BMG)     | DE5 Gold · (12 Wo.)DE | AT3 Gold · (10 Wo.)AT | CH1 Platin · (22 Wo.)CH | UK5 Platin · (18 Wo.)UK | US3 Platin · (26 Wo.)US | CA1 ×4Vierfachplatin · (13 Wo.)CA | FR2 Gold · (21 Wo.)FR | Erstveröffentlichung: 7. November 2007 Verkäufe: + 3.100.000                    |
| 2012 | Sans attendre Epic Records / Columbia Records (Sony)          | DE44 (1 Wo.)DE | AT47 (1 Wo.)AT | CH2 Gold · (21 Wo.)CH | — | — | CA1 ×3Dreifachplatin · (10 Wo.)CA | FR1 Diamant · (129 Wo.)FR | Erstveröffentlichung: 2. November 2012 Verkäufe: + 795.000                      |
| 2013 | Loved Me Back to Life Epic Records / Columbia Records (Sony)  | DE9 (6 Wo.)DE | AT4 (7 Wo.)AT | CH3 Gold · (18 Wo.)CH | UK3 Platin · (21 Wo.)UK | US2 (15 Wo.)US | CA1 ×4Vierfachplatin · (11 Wo.)CA | FR3 ×2Doppelplatin · (39 Wo.)FR | Erstveröffentlichung: 1. November 2013 Verkäufe: + 873.000                      |
| 2016 | Encore un soir Epic Records / Columbia Records (Sony)         | DE16 (4 Wo.)DE | AT15 (3 Wo.)AT | CH1 Platin · (40 Wo.)CH | UK88 (1 Wo.)UK | — | CA1 ×2Doppelplatin · (18 Wo.)CA | FR1 Diamant · (98 Wo.)FR | Erstveröffentlichung: 26. August 2016 Verkäufe: + 710.000                       |
| 2019 | Courage Epic Records / Columbia Records (Sony)                | DE4 (7 Wo.)DE | AT4 (4 Wo.)AT | CH1 (16 Wo.)CH | UK2 Silber · (8 Wo.)UK | US1 (4 Wo.)US | CA1 Platin · (… Wo.)CA | FR2 Gold · (26 Wo.)FR | Erstveröffentlichung: 15. November 2019 Verkäufe: + 253.000                     |

grau schraffiert: keine Chartdaten aus diesem Jahr verfügbar

## Filmografie
- 2023: Love Again
- 2024: I am: Celine Dion (deutsch: Ich bin: Celine Dion)

## Auszeichnungen (Auswahl)

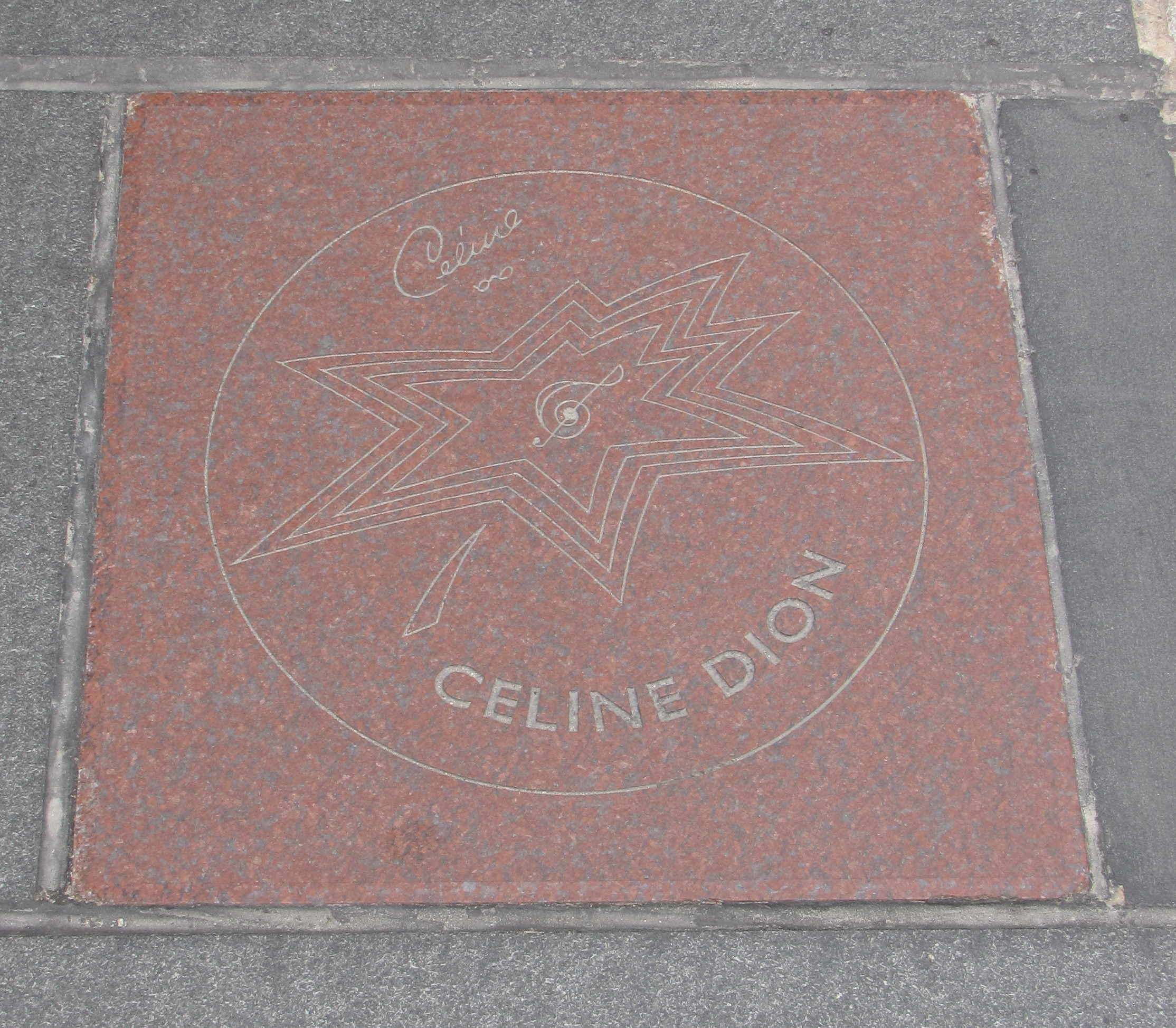
Canada’s Walk of Fame-Stern für Celine Dion, Toronto, 1999

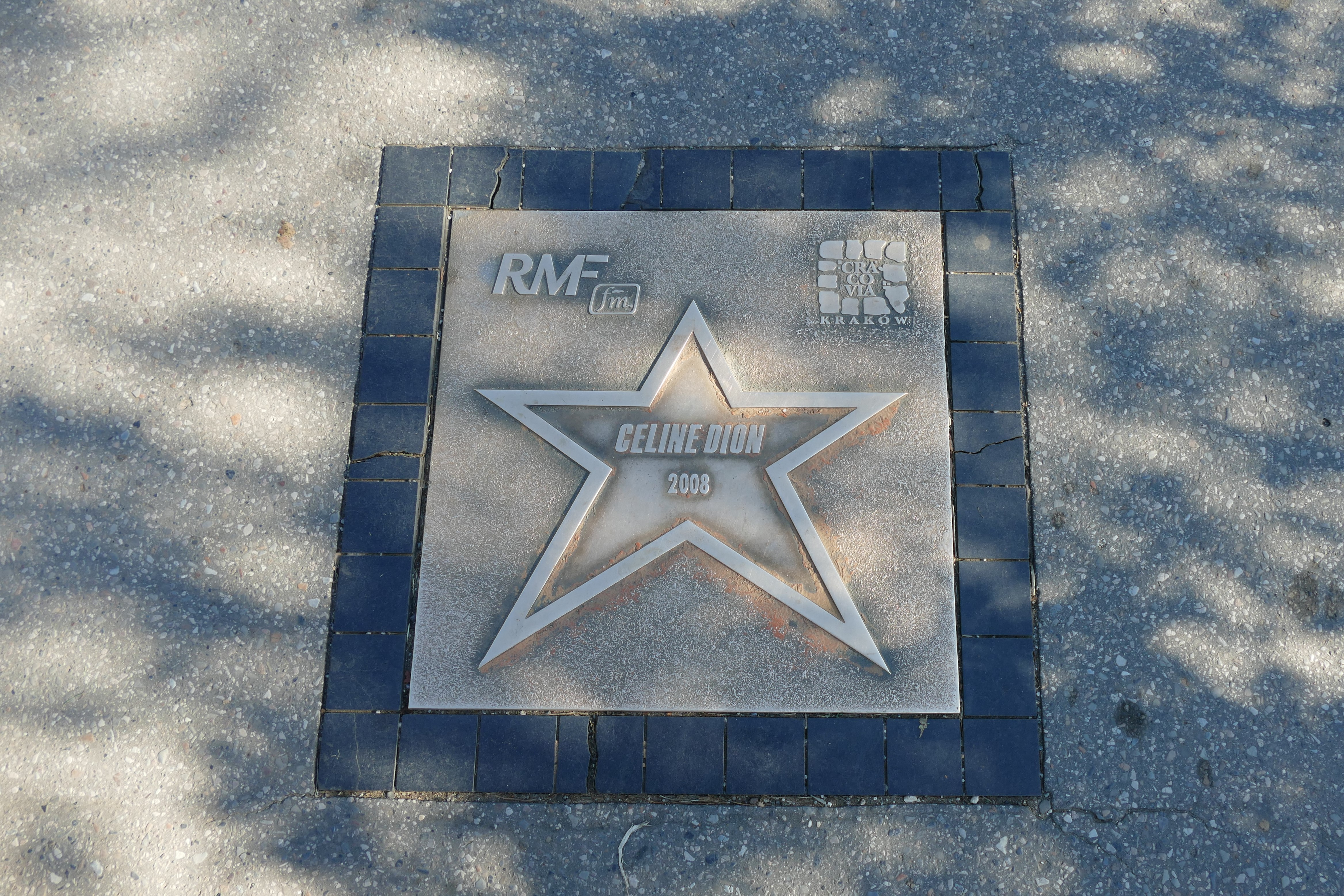
Polnischer Walk of Fame-Stern, Aleja Gwiazd, für Céline Dion, Krakau, 2008

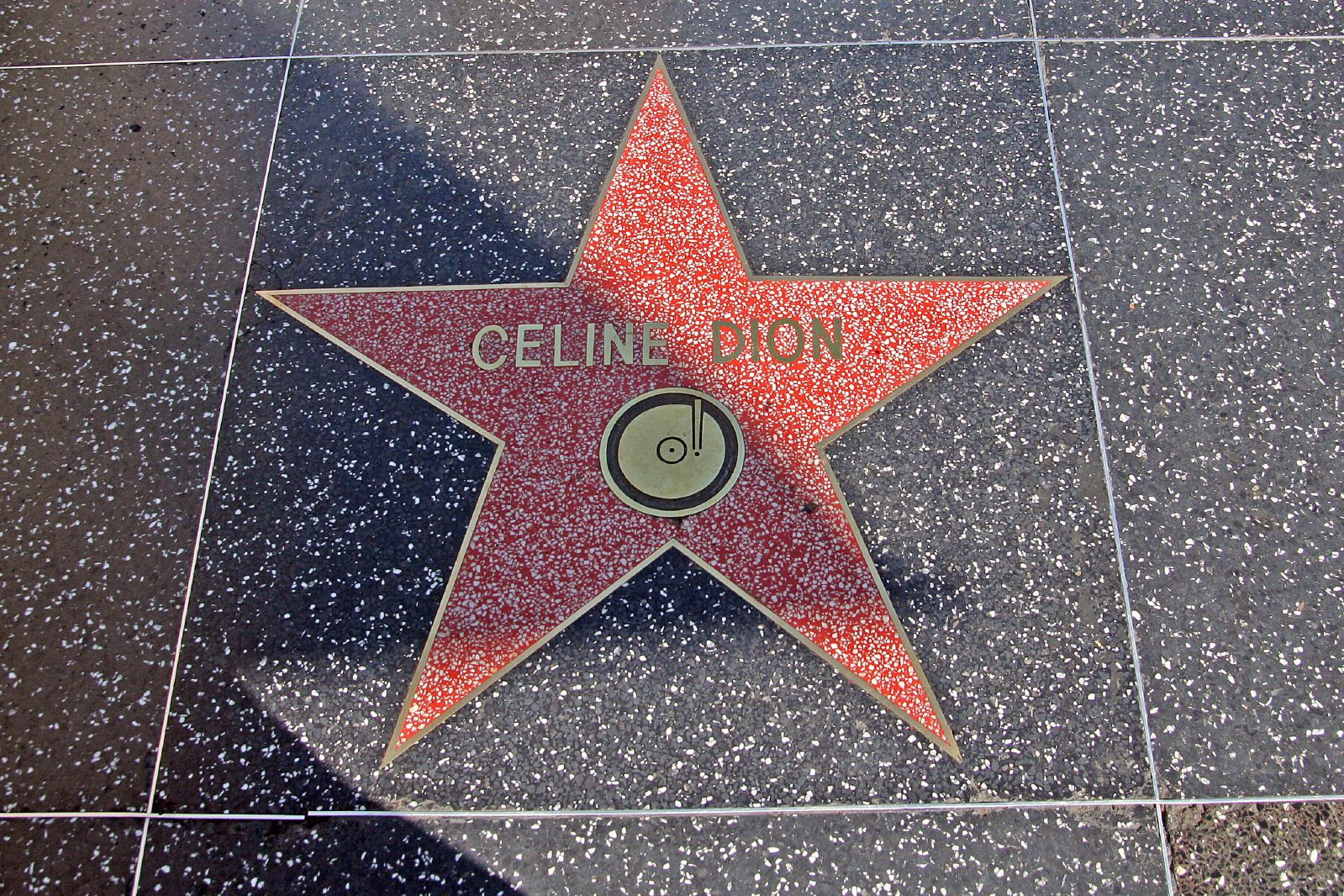
Hollywood-Walk-of-Fame-Stern für Celine Dion, Los Angeles, 2008

### Grammy Awards
- 1993: Best Pop Performance by Duo or Group with Vocal – Beauty and the Beast
- 1997: Album of the Year – Falling into You
- 1997: Best Pop Album – Falling into You
- 1999: Song of the Year – My Heart Will Go On
- 1999: Record of the Year – My Heart Will Go On
- 1999: Best Female Pop Vocal Performance – My Heart Will Go On

### Juno Awards
- Female Vocalist of the Year (1991–1994, 1997, 1999)

### Weitere Auszeichnungen
- Céline Dion erhielt sieben Billboard Music Awards, sieben American Music Awards und zehn World Music Awards
- 1996: Bambi (Deutschland) in der Kategorie „Pop International“ für das Album Falling into you
- 1998: Bambi (Deutschland) für My Heart Will Go On als eine der erfolgreichsten Singles der deutschen Musikgeschichte
- 1998: Echo (Deutschland) als erfolgreichste internationale Künstlerin
- 1999: Stern auf Canada’s Walk of Fame
- 2004: Diamond Award (World Music Awards)
- 2004: Stern auf dem Hollywood Walk of Fame
- 2007: Legend Award (World Music Awards) für ihr Lebenswerk
- 2008: Order of Canada/Ordre du Canada
- 2008: Ritterin der Ehrenlegion für ihre Verdienste für die französische Sprache
- 2008: Doctor Honoris Causa der Universität Laval, Québec (Kanada)
- 2012: Bambi (Deutschland) für Entertainment
- 2016: Billboard Icon Award

### Erfolge
- Mit mindestens 170 Millionen verkauften Alben ist Céline Dion nach Madonna die Sängerin mit den meisten verkauften Musikalben.[34] In der Liste der meistverkauften Alben von Sängerinnen belegt Céline Dion mit den Alben Falling into You und Let’s Talk About Love die Plätze 3 und 4.
- Dion gewann den Eurovision Song Contest 1988 für die Schweiz.
- Sie wurde sowohl mit dem Legend als auch mit dem Diamond Award der World Music Awards ausgezeichnet.
- Als einzige Künstlerin sang sie insgesamt siebenmal bei einer Oscarverleihung, zuletzt 2011 zum Gedenken der verstorbenen Künstler und Filmschaffenden des vergangenen Jahres.[35]
- Wie die Zeitung Los Angeles Times errechnete, war Dion in dem Jahrzehnt von 2000 bis 2010 mit 747,9 Millionen US-Dollar die bestverdienende Künstlerin der Welt, noch vor den Beatles und U2.[36]
- Im Februar 2024 hatte sie auf YouTube 8,16 Millionen Abonnenten.[37]

## Rezeption
Der 2020 erschienene Film Aline – The Voice of Love (Aline), von und mit Valérie Lemercier, ist ein Biopic frei nach dem Leben von Céline Dion.

## Dokumentation
- Céline Dion: Aufstieg einer Diva. Regie: Noël Tortajada und Vincent Gonon, ARTE und SSR, Schweiz, 54 Minuten, 2024